# 聖西蒙 (塔奇拉州)
聖西蒙（西班牙語：San Simón），是委內瑞拉的城鎮，位於該國西南部塔奇拉州，是西蒙羅德里格斯市的首府，海拔高度1,215米，農產品有土豆、木薯、西紅柿、草莓、香菜等，2011年人口2,085。